# Odèon (edifici)

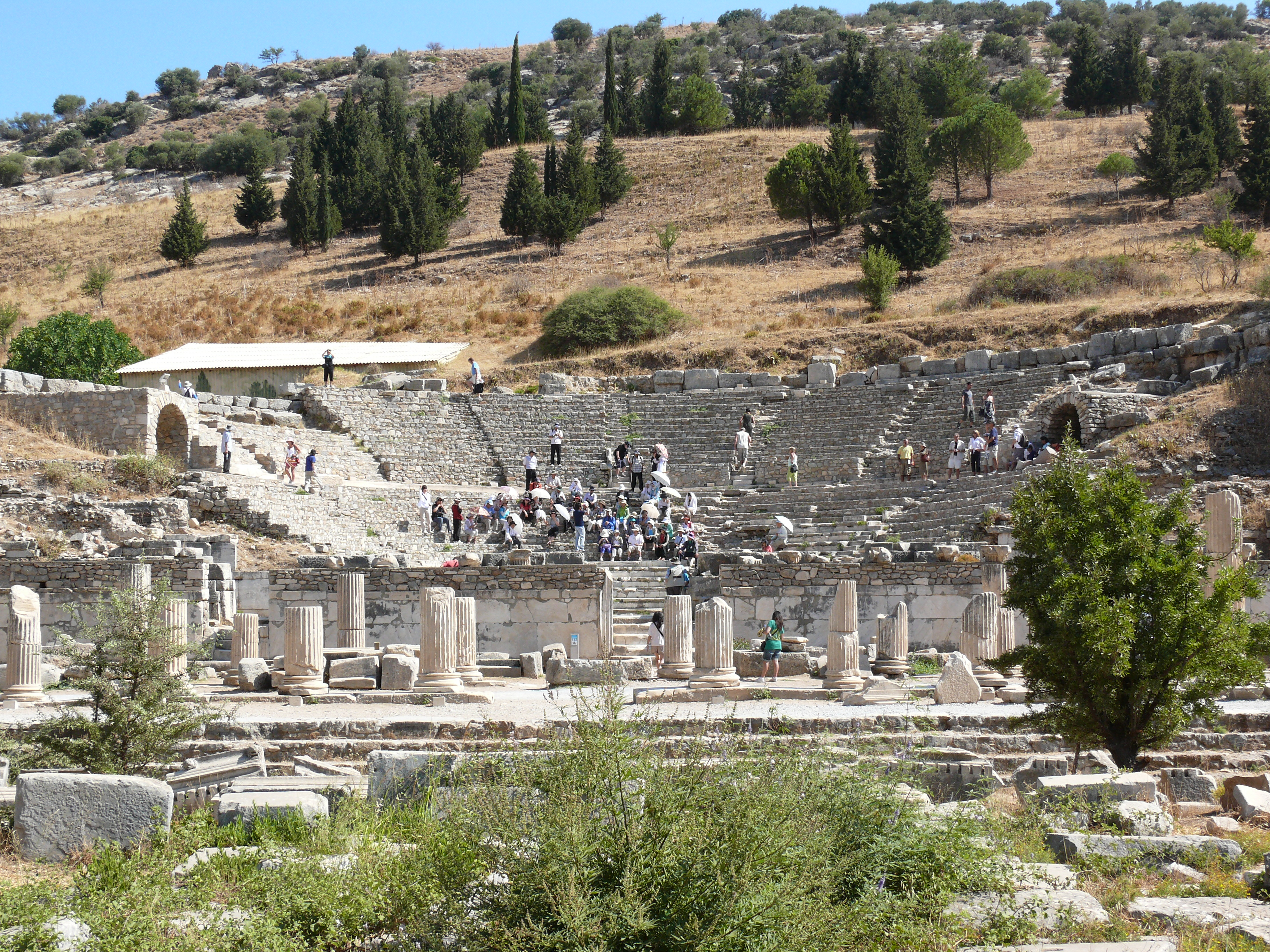
Odèon d'Efes, actual Turquia.

Un odèon (en grec antic: ᾨδεῖον Ōideĩōn; en llatí Odeum) fou una espècie d'edifici públic els primers dels quals foren erigits el segle v aC, per concursos de musical vocal o instrumental; era molt semblant al teatre, però presentava algunes deferències: era més petit i cobert per retenir el so.
L'Odèon d'Atenes fou destruït per Sul·la quan va ocupar aquesta ciutat el 85 aC i fou reconstruït amb una forma lleugerament diferent segons Pausànias "a imitació de la tenda de Xerxes", el que potser voldria dir que fou llavors quan es va cobrir completament; en tot cas el nou edifici tenia forma cònica cosa que no passava a l'original segons la descripció de Plutarc.
Per algunes descripcions se sap que l'Odèon tenia orquestra pel chorus i una plataforma pels músics menys fondo que en un teatre; no calia escenari, però la paret del fons estava sempre decorada amb pintures (segons Vitruvi).

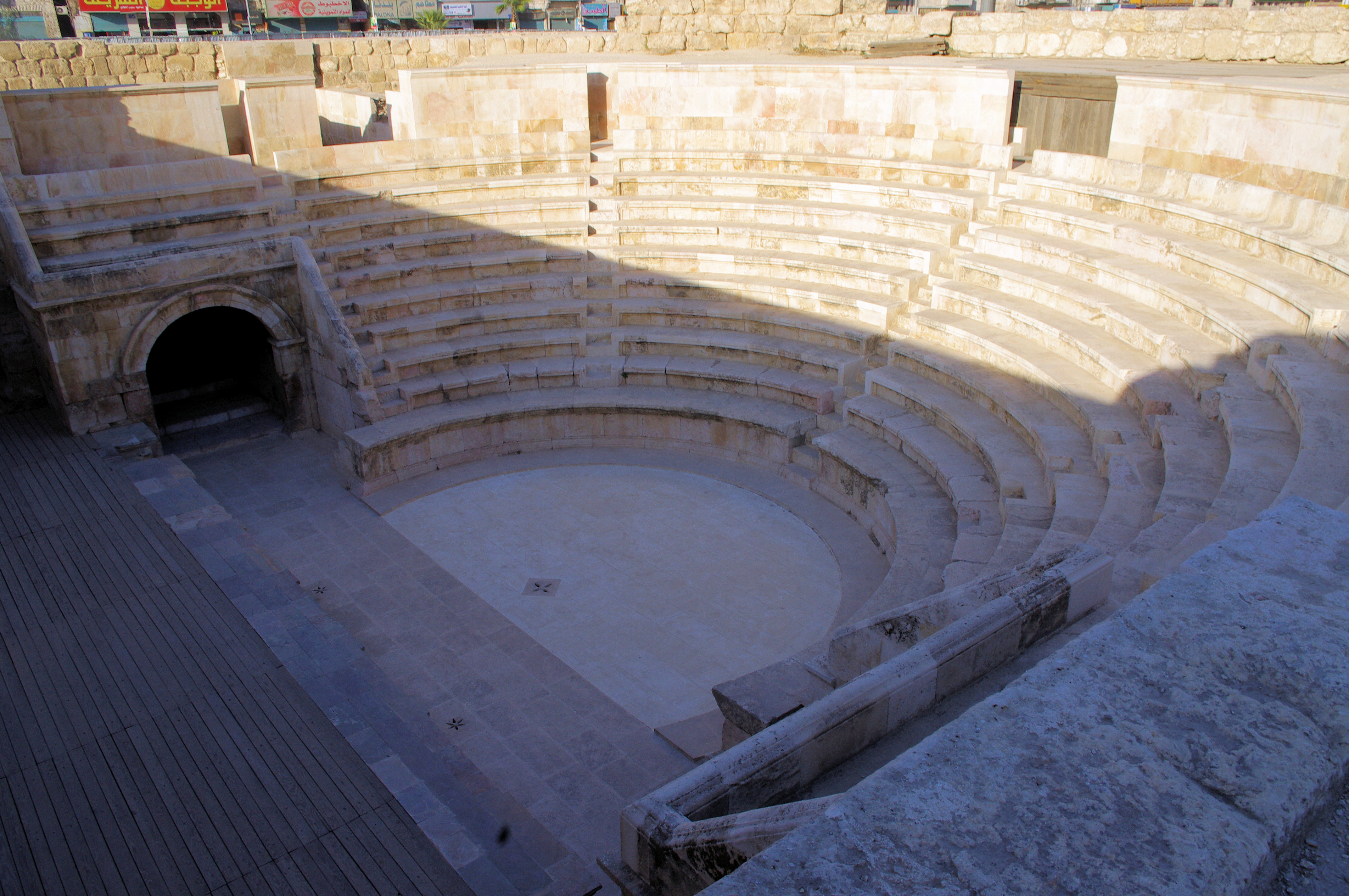
Odèon de Filadelfia, actual Amman (Regne de Jordània).

Els odèons tardans estaven ricament decorats; el d'Herodes Àtic tenia les cambres amb bigues de fusta de cedre de qualitat i adornades amb talles, i amb diverses obres d'art.
L'Odèon d'Atenes fou construït per Pèricles a Atenes per als concursos musicals de les Panatenees, situat al sud-est de l'acròpoli, i fou aquest el destruït per Luci Corneli Sul·la el 85 aC; va ser reconstruït per Ariobarzanes II rei de Capadòcia (vers 63 aC-51 aC) i com arquitectes hi van treballar Marc Estal·li i Menalip. Així i tot, algunes indicacions deixen suposar que se'n va construir un altre que ja existia en temps d'Hadrià. Herodes Àtic va construir un altre Odèon al sud-oest de l'acròpoli del que encara resten unes considerables ruïnes; es calcula que hi cabien vuit mil persones.
Van existir odèons a moltes ciutats gregues a Grècia i Àsia; altres Odèons principals al costat del d'Atenes, foren el de Corint també construït per Herodes Àtic; el de Patres, que seguia en magnificència al d'Herodes Àtic a Atenes i contenia la cèlebre estàtua d'Apol·lo; el d'Esmirna; i el de Tral·les; també tenien alguna importància els de Messene, Nicòpolis, Laodicea, Efes i Anemúrion entre d'altres.
El primer Odèon de Roma el va fer l'emperador Domicià i el segon Trajà; algunes restes d'Odèon s'han trobat a la Vil·la Hadriana a Tívoli, a Pompeia i a Càtana.